# Maurice McLoughlin
Maurice McLoughlin (Carson City, 7 gennaio 1890 – Hermosa Beach, 10 dicembre 1957) è stato un tennista statunitense.

## Carriera
La sua carriera si è sviluppata in un periodo molto breve, dalle prime apparizioni nel 1909 al 1915 quando ha servito la sua nazione durante la prima guerra mondiale. Dopo la fine del conflitto non ha ripreso l'attività agonistica.
In Coppa Davis ha giocato venti match con la squadra statunitense vincendone dodici e contribuendo alla conquista del titolo nel 1913.
Ha vinto il suo primo titolo Slam agli U.S. National Championships 1912 dove ha avuto la meglio sul connazionale Wallace Johnson in quattro set, è riuscito a difendere il titolo l'anno successivo quando ha superato sempre in quattro set Richard Norris Williams.
Nel 1913 ha raggiunto la finale anche al Torneo di Wimbledon quando si arrese ad Anthony Wilding.
Ha vinto tre finali consecutive, a partire dal 1913, agli U.S. National Championships nel doppio maschile insieme a Tom Bundy.
È stato introdotto nell'International Tennis Hall of Fame nel 1957 e ha la seconda percentuale più alta (dopo Don Budge) di set vinti negli Slam, oltre l'80%.

## Finali nei tornei del Grande Slam

### Singolare

#### Vittorie (2)
| No. | Anno | Torneo                               | Superficie | Avversario in finale    | Punteggio               |
| 1.  | 1912 | U.S. National Championships, Newport | Erba       | Wallace Johnson         | 3–6, 2–6, 6–2, 6–4, 6–2 |
| 2.  | 1913 | U.S. National Championships, Newport | Erba       | Richard Norris Williams | 6–4, 5–7, 6–3, 6–1      |

#### Finali perse (1)
| No. | Anno | Torneo                      | Superficie | Avversario in finale | Punteggio      |
| 1.  | 1913 | Torneo di Wimbledon, Londra | Erba       | Anthony Wilding      | 6–8, 3–6, 8–10 |

### Doppio

#### Vittorie (3)
| No. | Anno | Torneo                               | Superficie | Compagno  | Avversari in finale             | Punteggio          |
| 1.  | 1912 | U.S. National Championships, Newport | Erba       | Tom Bundy | Raymond Little Gustave Touchard | 3–6, 6–2, 6–1, 7–5 |
| 2.  | 1913 | U.S. National Championships, Newport | Erba       | Tom Bundy | John Strachan Clarence Griffin  | 6–4, 7–5, 6–1      |
| 3.  | 1914 | U.S. National Championships, Newport | Erba       | Tom Bundy | George Church Dean Mathey       | 6–4, 6–2, 6–4      |